# روبرت شورنشن
روبرت شورنشن (انگلیسی: Robert Sjursen; ۸ مارس ۱۸۹۱ – ۲۱ ژوئیهٔ ۱۹۶۵) ژیمناست هنری اهل نروژ بود.